# Военно-воздушные силы Буркина-Фасо
Военно-воздушные силы Буркина-Фасо (фр. Force Aérienne de Burkina Faso) — вид войск Вооруженных сил Буркина-Фасо.

## История
Создание инфраструктуры для размещения авиатехники на территории французской колонии Французская Верхняя Вольта началось в первой половине XX века.
Военно-воздушные силы были основаны в 1964 году как Воздушная эскадрилья Республики Верхняя Вольта, подчиненное подразделениям армии. В том же году при содействии ВВС Франции была создана временная авиационная база. После приобретения первоначального парка служебных и транспортных самолётов эскадрилья была присоединена к межармейскому полку поддержки. В 1970 году Эскадрилья была переименована в Силы Воздушной поддержки, а в 1977 году стала автономной единицей.
Первоначально ВВС были сформированы из двух самолётов Douglas C-47 Skytrain и трех самолётов MH.1521M Broussard. Чуть позже были закуплены два вертолёта Alouette III SA.316 B, используемые в основном для связи, один двухмоторный легкий служебный самолёт Aero Commander 500, два транспортных самолёта Hawker-Siddeley HS.748-2A и два транспортных самолёта с двумя турбовинтовыми двигателями Nord 262. Были созданы два подразделения: Военно-транспортная и Вертолётная эскадрильи. Позже был закуплен Escadrille для первоначальной подготовки пилотов.
В середине 1984 года ливийская армия подарила Буркино-Фасо восемь реактивных истребителей МиГ-21, а также два учебно-боевых МиГ-21У. Бывшие истребители МиГ-21 ливийских ВВС базировались в Уагадугу. В 1985 году ВВС Буркино-Фасо также приобрела у неизвестного поставщика два бывших советских транспортных вертолёта Ми-4, а затем ещё два. Пять транспортных вертолётов Ми-8/17 чуть позже вошли в вертолётную эскадрилью.
В 2004 году ВВС насчитывали около 200 человек и 5 боевых самолётов.
В 2005 году в России были куплены два вертолёта Ми-35 (поставленные в декабре 2005 года).
В 2007 году у индонезийской компании PTDI был куплен самолёт CN-235-220, но после серьёзного повреждения одного из двигателей в 2016 году он был выведен из эксплуатации.
В октябре 2012 года в качестве военной помощи от Франции были получены три лёгких самолёта «Humbert Tétras».
В июне 2017 года Тайвань бесплатно передал для ВВС Буркина-Фасо два снятых с вооружения вертолёта UH-1H. По заявлению начальника штаба ВВС Буркина-Фасо полковника Кунсаума Паленфо, оба этих вертолёта запланировано вооружить и использовать в операциях по борьбе с террористическими группировками в Сахеле.
В 2017 году для ВВС были куплены два вертолёта Ми-171. В декабре 2019 года в Испании был заказан транспортный самолёт C-295W (который прибыл в страну 16 ноября 2021 года и был зачислен в состав транспортной эскадрильи ВВС на авиабазе в Уагадугу).

## Современное состояние

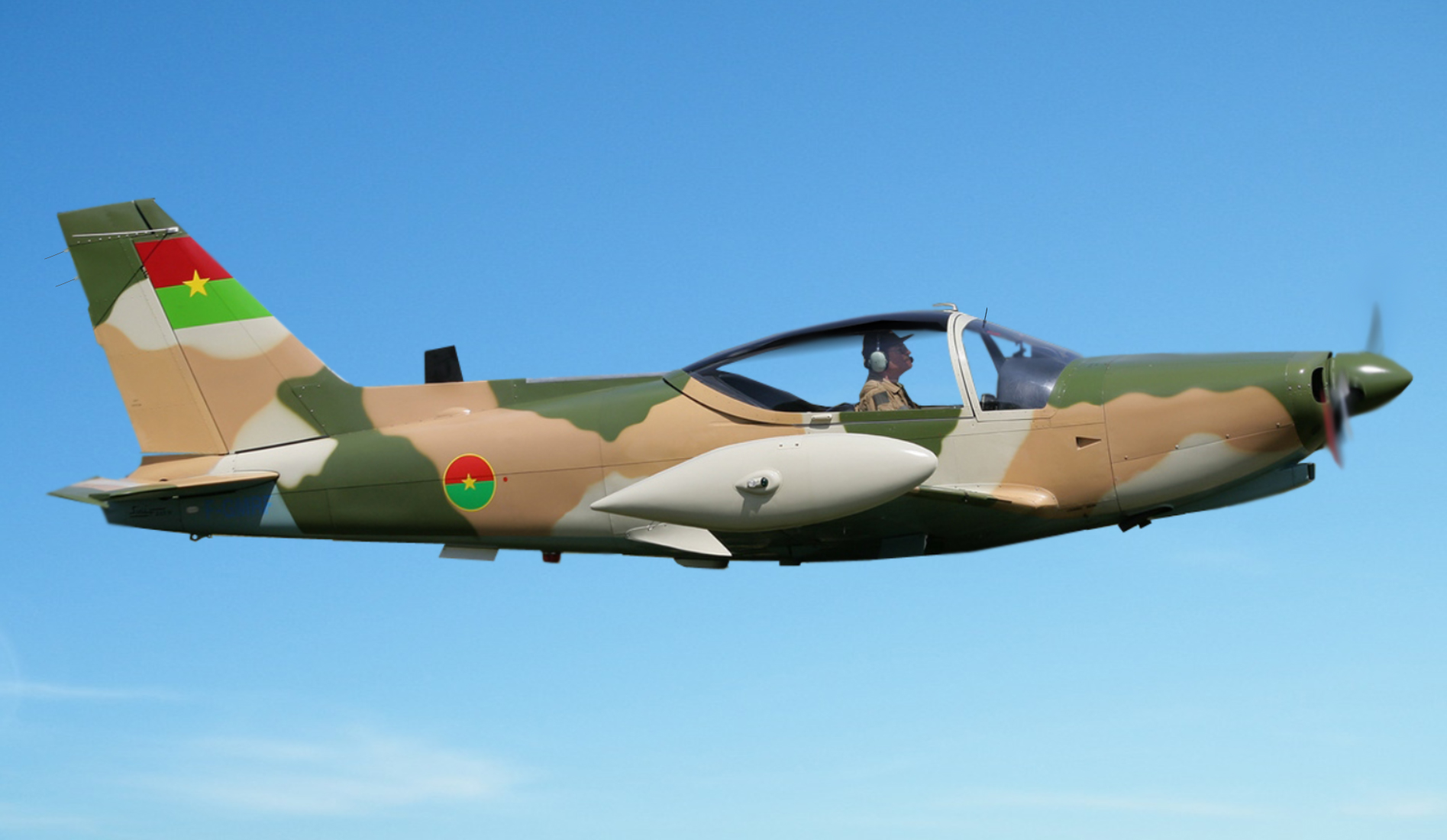
SF.260C во Франции, окрашенный в ливрею ВВС Буркина-Фасо

По состоянию на начало 2022 года ВВС Буркина-Фасо насчитывали 600 человек, один самолёт-разведчик DA-42M, 9 транспортных самолётов (один AT-802, один Boeing-727 (VIP), два «Бич-200», один CN-235-220, один PA-34 и три «Тетрас»), пять учебных самолётов (два SF-260WL и три EMB-314), два боевых вертолёта Ми-35, четыре многоцелевых вертолёта (два Ми-171, один Ми-8 и один AW139) и два транспортных вертолёта (один AS.350 и один UH-1H).